# Zero History
Zero History este un roman științifico-fantastic scris de William Gibson, prima oară publicat în 2 septembrie 2010.
Romanele lui Gibson Pattern Recognition (2003), Spook Country (2007) și Zero History (2010) au fost introduse formal într-o trilogie și au loc în același univers contemporan — „mai mult sau mai puțin acela în care trăim acum” — și, pentru prima dată, a plasat opera lui Gibson pe lista succeselor de literatură mainstream. În afară de faptul că se desfășoară în același univers, romanele conțin aceleași personaje, printre care Hubertus Bigend și Pamela Mainwaring, angajați ai unei enigmatice companii de marketing, Blue Ant.